# Chmielewo (przystanek kolejowy)
Chmielewo (ros. Хмелево) – przystanek kolejowy w pobliżu miejscowości Zakoczje, w rejonie wygonickim, w obwodzie briańskim, w Rosji. Położony jest na linii z Briańska do Homla.